# Aeroportul Internațional Baku Heydar Aliyev
Aeroportul Internațional Heydar Aliyev (în azeră Heydər Əliyev adına Beynəlxalq Hava Limanı) (IATA: GYD, ICAO: UBBB) este un aeroport din Baku, Azerbaidjan ce deservește zona Baku. Aeroportul a fost tranzitat în 2020 de 1.030.700 de pasageri. A fost deschis în 1933 și numit după Heidar Aliev. 
Situat la o altitudine de 3,048 m, aeroportul dispune de 2 piste.